# Герман I фон Вінценбург
Герман I фон Вінценбург (нім. Hermann I. von Winzenburg, бл. 1110 — пом. 29 січня 1152 року) — 1-й ландграф Тюрингії в 1112—1130 роках, 14-й пфальцграф Саксонії у 1129—1130 роках, маркграф Верхньої Лужиці у 1122–1130 роках, граф Вінценбург (як Герман II).

## Життєпис
Походив з впливового німецького роду Формбахів. Син Германа I, графа Вінценбурга і Райнгаузена. Народився Герман в замку Вінценбург. Завдяки впливові батька отримав 1112 року титул ландграфа Тюрингії (тоді цей титул був вперше запроваджений). 1122 року батько надав Герману титул графа Формбаха. Вже наступного року стає маркграфом Майсенським. 1129 року отримує пфальцграфство Саксонське, але вимушений був поступитися маркграфством Майсен.
1130 року після імперської баніції його батька перебрався до Майнцу. Того ж року втратив ландграфство Тюринзьке. 1138 року увійшов до почту короля Німеччини Конрада III, від якого отримав Плессенбург.
У 1138 році підтримував Адальберта I фон Саарбрюкена, архієпископа Майнцького, протистояв амбіціям Вельфів й Нортгаймів. Водночас після смерті батька отримав графства Вінценбергу та графство Райнгаузен (як Герман II).
1140 року замирився з останніми. 1142 року одружився з молодшою донькою Леопольда III Бабенберга, герцога Австрії. Втім 1143 року вона померла.
1144 року після смерті Зігфрида IV, графа Нортгайма, успадкував його замки Боменебург та Бойнебург. Невдовзі Генріх Формбах викупив замок Гомбург в спадкоємців Зігфрида IV. Конрад III передав Герману та його брату Генріху два феода в Майнцькому архієпископстві, що раніше належали Зігфриду IV. 1148 року одружився з донькою графа Рудольфа фон Штаде.
Мав постійні земельні суперечки з єпископами Гальберштадта і Гільдесгайма, Корвейського абатства. У 1152 році два міністеріала єпископа Гільдесгайма вбили Германа фон Вінценбурга та його вагітну дружину.

## Родина
1. Дружина — Єлизавета, донька Леопольда III Бабенберга, герцога Австрії
дітей не було
2. Дружина — Лутгарда, донька Рудольфа I фон Штаде, маркграфа Нордмарки
Діти:
- донька (1149—після 1204), дружина: 1) графа Германа III фон Шварцбурга; 2) графа Ульріха I фон Веттіна
- донька (1150-?), донька Магнус Борис Естрідсена, герцога Південної Ютландії
- Гедвіга (1151—?), черниця